# ليلى سويف
الدكتورة ليلى سويف (ولدت في لندن في 1 مايو 1956) أستاذة جامعية وناشطة سياسية مصرية في مجال حقوق الإنسان والمجتمع المدني، وعضو مؤسس في كل من مجموعة العمل من أجل استقلال الجامعات (حركة 9 مارس)، والجمعية المصرية لمناهضة التعذيب.

## مولدها ونشأتها

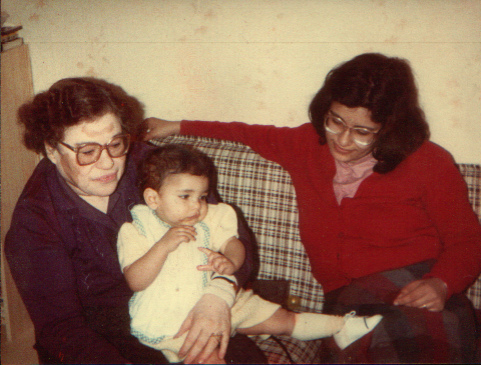
صورة ترجع إلى الثمانينيات تجمع بين ليلى سويف ووالدتها الدكتورة فاطمة موسى وابنتها منى

تنتمي ليلى سويف إلى أسرة أكاديمية؛ فهي الابنة الوسطى للدكتور مصطفى سويف (أستاذ علم النفس بجامعة القاهرة) والدكتورة فاطمة موسى (أستاذة اللغة الإنجليزية وآدابها بجامعة القاهرة). ولدت في مايو 1956 بالعاصمة البريطانية لندن أثناء دراسة والدتها الدكتورة فاطمة موسى للدكتوراه بإنجلترا، وعادت إلى القاهرة وعمرها عامان، ثم سافرت مجدداً مع أسرتها إلى إنجلترا وهي في السابعة وقضت هناك عاما آخر.
ظهر حب ليلى سويف للرياضيات منذ سن باكرة، ولاحظ والدها الدكتور مصطفى سويف ذلك فشجعها عليه، مما حدا بها إلى الاتجاه لدراسة الرياضيات البحتة في المرحلة الجامعية، ثم درست بجامعة بواتييه الفرنسية وحصلت على درجة دكتوراه الفلسفة في مجال الرياضيات (إشراف مشترك) سنة 1989 وكان عنوان رسالتها للدكتوراه «نقل الخواص لمعادلة الامتدادات» (بالإنجليزية: Transfer of Properties in Normalizing Extensions). تعمل ليلى سويف حالياً أستاذًا مساعدًا للرياضيات بكلية علوم جامعة القاهرة.

## نشاطها السياسي
بدأت ليلى سويف العمل السياسي وهي في السادسة عشرة من عمرها (سنة 1972)، في مظاهرة خرجت من جامعة القاهرة بعد إلقاء القبض على عدد من الطلبة في ديسمبر 1971. تقول ليلى سويف عن هذه الأحداث:
| ليلى سويف | وبعد كل ما أذاعه الرئيس الراحل السادات أن عام 1972 سيكون عام الحسم، ولعدم تحقق هذا فقد خرج الطلبة في مظاهرة معترضين، فمرت المظاهرة على مدرستي في أثناء تحركها لميدان التحرير بالقاهرة، وكانت مظاهرة ضخمة. | ليلى سويف |

في أواخر سنة 2003 شاركت ليلى سويف مع مجموعة من أساتذة الجامعة في تأسيس مجموعة العمل من أجل استقلال الجامعات (المعروفة إعلامياً بحركة 9 مارس)، وفي سنة 2004 عقد أول مؤتمر للحركة بعد صراع طويل خاضته الحركة مع إدارة جامعة القاهرة.
عقب أحداث إضراب الأحد 6 أبريل 2008 وقمع أجهزة الأمن لأهالي مدينة المحلة الكبرى، دعت الدكتورة ليلى سويف ـ مع عدد من الأساتذة الجامعيين المصريين ـ إلى حملة تضامن لمساندة أهالي المحلة بهدف «إفشال محاولات الأجهزة الأمنية لعزل المدينة، وفك الحصار المادي والمعنوي المفروض عليها»، ويحسب لها العديد من المواقف السياسية في الحركة الوطنية المصرية المعاصرة التي شاركها في كثير منها زوجها الحقوقي الراحل أحمد سيف الإسلام ودفع سيف الإسلام ثمنها بالسجن لخمس سنوات في الثمانينيات بتهمة الاشتراك في تنظيم يساري.

### الإضراب عن الطعام مطالبة بإخلاء سبيل إبنها علاء عبد الفتاح
في ديسمبر 2019، حبست السلطات المصرية الناشط علاء عبد الفتاح، ثم صدر بحقه في أوائل عام 2021 صدر حكم بالسجن بتهم شائعة تُوجَّه عادة إلى الأصوات المعارضة وذلك لمدة خمس سنوات. في 29 سبتمبر 2024، أنهى مدة العقوبة إلا أن السلطات لم تقم بإخلاء سبيله بل أجلته حتى عام 2027، فبدأت والدته ليلى سويف إضرابها عن الطعام منذ أول يوم لإنتهاء مدة محكوميته، مطالبة بإطلاق سراحه، ساءلة السلطات البريطانية والإنجليزية إحترام قوانينهم وإلتزاماتهم، معتصمة كل اسبوع تقريبا أمام مكتب الخارجية البريطانية في وست مينيستر، وداعية حكومة بريطانيا لعمل المزيد لإطلاق سراح إبنها، راسمة على الرصيف بالطبشور الأيام التي قضاها إبنها محبوسا بشكل غير قانوني في مصر.إضراب ليلي عن الطعام كان مقتصرا على شرب الماء والأملاح، والشاي والقهوة الخاليين من السكر، وقضت ساعة كل يوم خارج مقر الإقامة الرسمي لرئيس الوزراء البريطاني في 10 شارع داوننغ. إنضم إليها في أواسط يناير 2025 الصحفي الأوسترالي بيتر غريست، الذي كان محبوسا في سجن طرة مع علاء في 2013، مضربا عن الطعام لمدة 21 يوما.
حذر الأطباء ليلى سويف أن حياتها معرضة للخطر إن إستمرت في إضرابها عن الطعام، وأدخلت المستشفى في لندن بمستويات سكر وضغط دم وصوديوم منخفضة بشكل خطير، طالبت عائلتها رئيس الوزراء كير ستارمر بالتدخل وإخلاء سبيل إبنها. في مارس 2025  وبعد ما وصفته بـ"تطورات اعطتني أمل"، تحولت ليلى إلى إضراب جزءي عن الطعام، بـ300 كالوري يومية، إلا أنها اعلنت في 20 مايو أنها عادت للإضراب الكامل عن الطعام والإعتصام امام منزل رئيس الوزراء مطالبة بالعمل على إخلاء سبيل إبنها من السجون المصرية.

## نشاطها العلمي

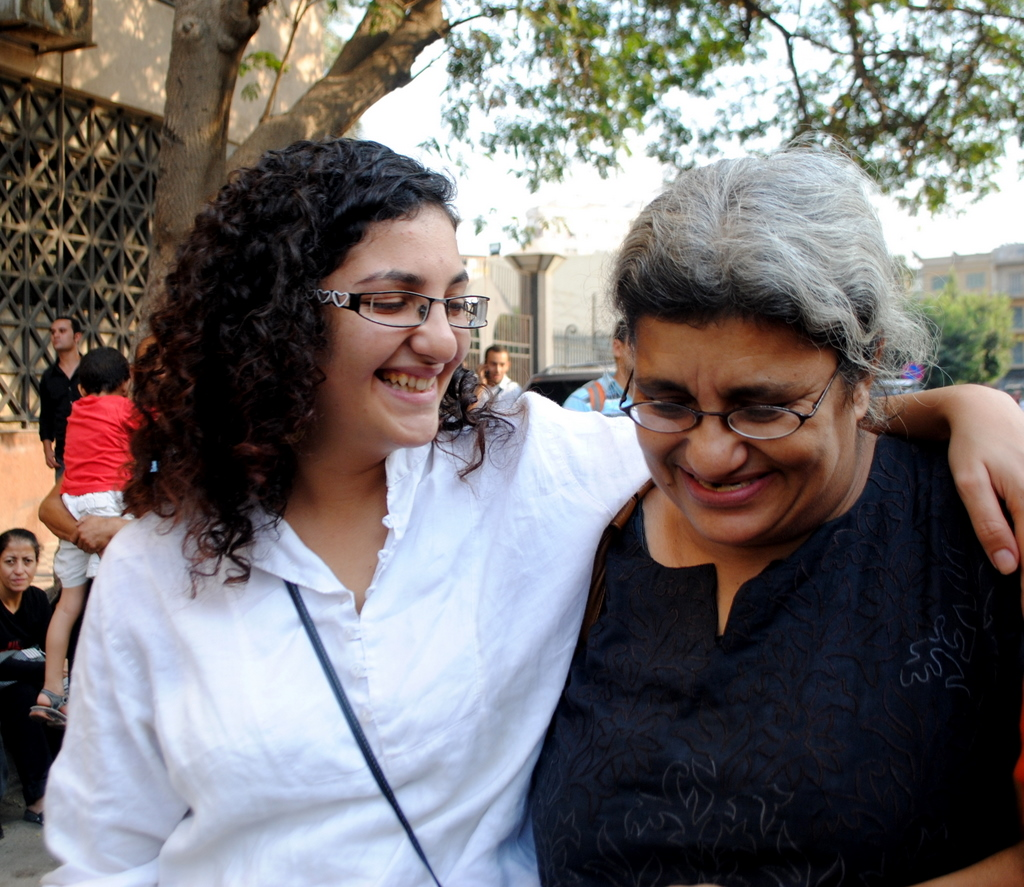
ليلى سويف مع ابنتها منى سيف في مسيرة بالقاهرة يوم 14 أكتوبر 2011

تعمل الدكتورة ليلى سويف بالتدريس في قسم الرياضيات بكلية علوم جامعة القاهرة، وقد شاركت بأوراق بحثية في العديد من المؤتمرات العلمية من بينها مؤتمر «الرياضيات والقرن الحادي والعشرون» بالقاهرة في يناير 2000 ومؤتمر القاهرة للجبر والجبر المرافق سنة 2006.
من أبحاثها العلمية:
- Soueif, Laila (1987): Normalizing extensions and injective modules, essentially bounded normalizing extensions. Communications in Algebra, Volume 15, Issue 8 1987، pages 1607 - 1619
- Soueif, Laila (1990): Exchange of properties in normalizing extensions

## وصلات خارجية
- إسلام أونلاين: ليلى سويف: المرأة العربية مظلومة ـ بقلم: ولاء الشملول
- اليوم السابع: ليلى سويف: المحلة اختنقت.. وعلينا فك الحصار عنها ـ 10 أبريل 2008
- 9 مارس... يوم استقلال الجامعة
- Laila Soueif: In search of freedom; Al-Ahram Weekly, 16 - 22 March 2006 نسخة محفوظة 7 مايو 2013 على موقع واي باك مشين.
- الموقع الرسمي لحركة 9 مارس
- Daily Star Egypt: University professors demand better wages, threaten to go on strike